# Antoine-Augustin Parmentier
Antoine-Augustin Parmentier (12. srpna 1737, Montdidier, Francie – 13. prosince 1813, Paříž, Francie) byl francouzský lékař a dietolog, propagátor konzumace brambor.

## Boj proti hladu

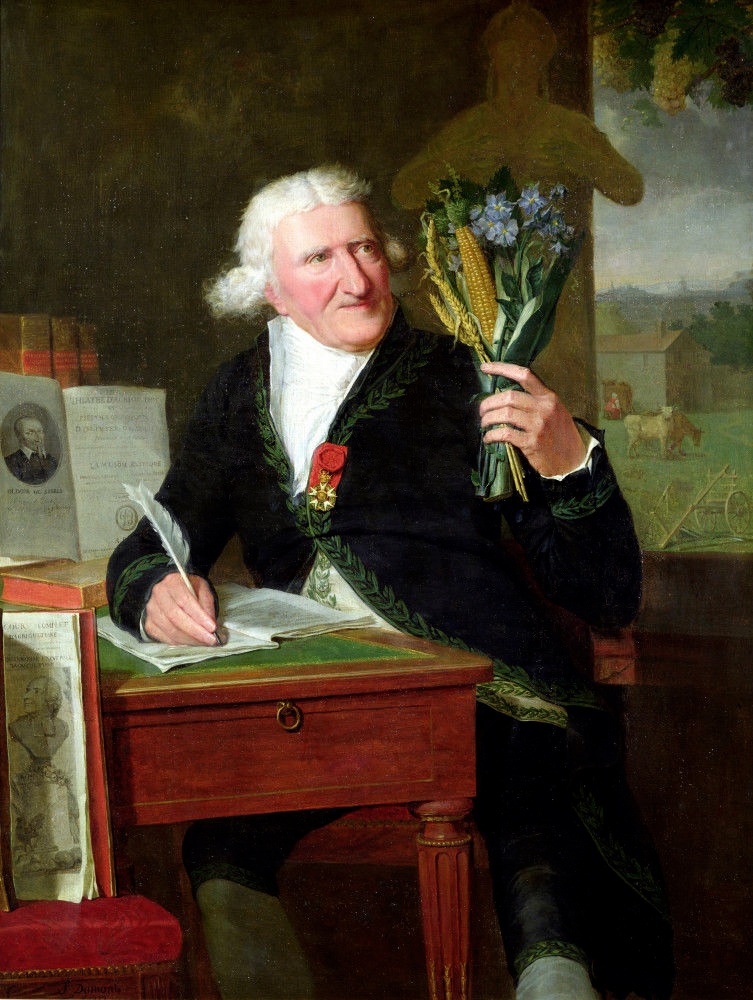
Portrét Parmentiera od Francoise Dumonta

Jako vojenský felčar se zúčastnil sedmileté války a upadl do pruského zajetí, kde poznal výživnou hodnotu brambor. Ve Francii se tehdy bramborami opovrhovalo, byly pokládány za příčinu malomocenství a používaly se nanejvýš jako krmivo pro prasata. V roce 1772 vypsala besançonská Akademie věd a umění soutěž o nejlepší nápad, jak čelit hladomorům, k nimž ve Francii 18. století pravidelně docházelo. Parmentier získal první cenu právě za návrh na využívání brambor jako plodiny, která není náročná na pěstování a dává velké výnosy. Vymyslel řadu receptů na úpravu brambor, které uspokojily i nejnáročnější labužníky (hostem jeho bramborových večeří býval i Benjamin Franklin) a přesvědčil krále Ludvíka XVI., aby mu poskytl pozemek nedaleko Paříže na experimentální bramborové pole. Zároveň uplatnil psychologickou fintu: nechal pole hlídat armádou, vojáci však dostali instrukce, aby v případě krádeže předstírali, že si ničeho nevšimli. Sedláci v okolí si řekli, že na přísně střeženém poli bude jistě něco cenného, v noci brambory vyhrabávali a sadili je na své pozemky. Tak se brambory rozšířily do celé Francie. V roce 1785 zachránily brambory tisíce životů po velké neúrodě na severu Francie. Ve Versailles se konala velká slavnost na Parmentierovu počest a sám oslavenec předal královskému páru velkou kytici bramborových květů.

## Další aktivity
Parmentier měl mnoho zájmů: zaváděl očkování proti neštovicím, patřil k významným zastáncům fyziokratismu. Založil školu pečení chleba, věnoval se vinařství, sýrařství a pěstování hub, zkoumal různé metody uchovávání potravin. Napoleon Bonaparte ho roku 1805 jmenoval generálním inspektorem zdravotní péče. V této funkci reagoval Parmentier na kontinentální blokádu výrobou cukru z cukrovky.

## Odkaz
Po A. A. Parmentierovi je pojmenována Avenue Parmentier v Paříži a stanice metra, která se nachází na této ulici. Před lékařskou fakultou Descartesovy univerzity stojí jeho socha. Jeho jméno také nese řada bramborových pokrmů, např. hachis Parmentier, bramborová kaše zapečená s mletým hovězím.